# Пістоя (провінція)
Провінція Пістоя (італ. Provincia di Pistoia) — провінція в Італії, у регіоні Тоскана. 
Площа провінції — 965 км², населення — 293 450 осіб.
Столицею провінції є місто Пістоя.

## Географія
Межує на півночі з регіоном Емілія-Романья (провінцією Модена і  провінцією Болонья), на сході з провінцією Прато, на півдні з провінцією Флоренція, на заході з провінцією Лукка.

## Основні муніципалітети
Найбільші за кількістю мешканців муніципалітети (ISTAT):
- Пістоя - 89.418 осіб
- Куаррата - 24.448 осіб
- Монтекатіні-Терме - 20.832 осіб
- Монсуммано-Терме - 20.594 осіб
- Пеша - 19.334 осіб